# Генрих II де Бурбон-Конде
Генрих II де Бурбон-Конде (фр. Henri de Bourbon, prince de Condé, 1 сентября 1588, Сен-Жан-д’Анжели — 26 декабря 1646, Отель Конде) — 3-й принц Конде, 1-й герцог Монморанси с 1633 года, 3-й герцог Энгиенский в 1588—1621 годах.

## Биография
Был принцем де Конде с момента своего рождения, случившегося после смерти отца, принца Генриха I. С 1589 года, после пресечения династии Валуа и восхождения на трон Генриха IV, и до рождения у короля в 1601 году старшего сына, являлся первым принцем крови и предполагаемым наследником короны.
В 1609 году женился на Шарлотте-Маргарите де Монморанси. Поскольку его жена стала объектом ухаживаний и нескромного внимания Генриха IV, Конде пришлось временно бежать с женой из страны.
Имел трёх детей, ставших одними из главных участников Фронды:
- Анна Женевьева де Бурбон-Конде (1619—1679), замужем за Генрихом II Орлеанским, герцогом Лонгвиль.
- Людовик II де Бурбон (1621—1686), известный как Великий Конде, наследовал отцу, 4-й герцог Энгиенский с 1621—1646 годах.
- Арман де Бурбон (1629—1666), 1-й принц Конти с 1629 года.

Известен исторический анекдот, якобы словами принца Конде демонстрирующий политическую ситуацию во Франции времен правления Людовика XIII:
«Принц Конде как-то рассказывал об одной медали, некогда принадлежавшей ему. На лицевой её стороне выбит профиль Людовика XIII с обычной надписью: „Rex Franc. et Nav.“ („Король Франции и Наварры“); а на оборотной — профиль кардинала Ришельё, окруженный словами: „Nil sine consilio“ („Не действуй не посоветовавшись“)».
В «Мемуарах» Франсуа де Ларошфуко принцу дана весьма неоднозначная характеристика: «Принц Конде, великий политик, отменный придворный, но к личным делам принадлежавший больше, чем к государственным, все свои притязания ограничивал лишь одним — обогащаться».